# Raevyn Rogers
Raevyn Rogers (ur. 7 września 1996 w Houston) – amerykańska lekkoatletka specjalizująca się w biegach średnich.
Podczas mistrzostw świata juniorów młodszych w 2013 zdobyła brązowy medal w biegu na 800 metrów oraz wraz z koleżankami zwyciężyła w sztafecie szwedzkiej. Piąta zawodniczka biegu na 800 metrów podczas halowych mistrzostw świata w Birmingham (2018). W 2019 zdobyła srebro światowego czempionatu w Dosze. Dwa lata później stanęła na najniższym stopniu podium igrzysk olimpijskich w Tokio.
Stawała na podium mistrzostw USA.
Złota medalistka mistrzostw NCAA.
Rekordy życiowe: bieg na 400 metrów – 52,06 (4 maja 2018, Eugene); bieg na 800 metrów (stadion) – 1:56,81 (3 sierpnia 2021, Tokio); bieg na 800 metrów (hala) – 1:59,99 (17 lutego 2018, Albuquerque).
3 lutego 2018 w Nowym Jorku amerykańska sztafeta z Rogers na drugiej zmianie czasem 8:05,89 ustanowiła rekord świata w biegu rozstawnym 4 × 800 metrów.

## Osiągnięcia
| Rok  | Impreza                               | Miejsce      | Konkurencja             | Pozycja    | Wynik   |
| ---- | ------------------------------------- | ------------ | ----------------------- | ---------- | ------- |
| 2013 | Mistrzostwa świata juniorów młodszych | Donieck      | bieg na 800 metrów      | 3. miejsce | 2:03,32 |
| 2013 | Mistrzostwa świata juniorów młodszych | Donieck      | sztafeta szwedzka       | 1. miejsce | 2:05,16 |
| 2014 | Mistrzostwa świata juniorów           | Eugene       | bieg na 800 metrów      | eliminacje | 2:08,01 |
| 2015 | Mistrzostwa panamerykańskie juniorów  | Edmonton     | bieg na 800 metrów      | 1. miejsce | 2:04,62 |
| 2015 | Mistrzostwa panamerykańskie juniorów  | Edmonton     | sztafeta 4 × 400 metrów | 1. miejsce | 3:31,49 |
| 2016 | Młodzieżowe mistrzostwa NACAC         | San Salvador | bieg na 800 metrów      | 4. miejsce | 2:04,78 |
| 2018 | Halowe mistrzostwa świata             | Birmingham   | bieg na 800 metrów      | 5. miejsce | 2:01,44 |
| 2018 | Mistrzostwa NACAC                     | Toronto      | bieg na 800 metrów      | 4. miejsce | 2:00,75 |
| 2019 | Mistrzostwa świata                    | Doha         | bieg na 800 metrów      | 2. miejsce | 1:58,18 |
| 2021 | Igrzyska olimpijskie                  | Tokio        | bieg na 800 metrów      | 3. miejsce | 1:56,81 |
| 2022 | Mistrzostwa świata                    | Eugene       | bieg na 800 metrów      | 6. miejsce | 1:58,26 |
| 2023 | Mistrzostwa świata                    | Budapeszt    | bieg na 800 metrów      | 4. miejsce | 1:57,45 |